# Kreis Saargemünd
| Basisdaten                  | Basisdaten                  |
| --------------------------- | --------------------------- |
| Bundesstaat                 | Reichsland Elsaß-Lothringen |
| Bezirk                      | Lothringen                  |
| Verwaltungssitz             | Saargemünd                  |
| Fläche                      | 795 km² (1910)              |
| Einwohner                   | 74.186 (1910)               |
| Bevölkerungsdichte          | 93 Einw./km² (1910)         |
| Gemeinden                   | 73 (1910)                   |
| Lage des Kreises Saargemünd |                             |
|                             |                             |

Der Kreis Saargemünd war von 1871 bis 1920 ein Landkreis im Bezirk Lothringen des Reichslandes Elsaß-Lothringen. Von 1940 bis 1944 war er unter dem Namen Landkreis Saargemünd als Teil des im besetzten Frankreich errichteten CdZ-Gebiets Lothringen nochmals eingerichtet. Das Gebiet des Kreises liegt heute im Wesentlichen im Arrondissement Sarreguemines des französischen Départements Moselle. 

## Der Kreis Saargemünd im Deutschen Kaiserreich

### Verwaltungsgeschichte
Nachdem Elsaß-Lothringen durch den Frankfurter Friedensvertrag an das Deutsche Reich gefallen war, wurde 1871 aus dem bis dahin französischen Arrondissement Sarreguemines der Kreis Saargemünd gebildet. Der Kreisdirektor hatte seinen Sitz in der Stadt Saargemünd. Damit gehörte der Kreis Saargemünd zum Bezirk Lothringen im Reichsland Elsaß-Lothringen. Nach dem Ende des Ersten Weltkrieges wurde der Kreis 1918 von Frankreich besetzt, kam am 17. Oktober 1919 unter französische Verwaltung und gehörte mit dem Inkrafttreten des Versailler Vertrages am 10. Januar 1920 als Arrondissement Sarreguemines wieder zu Frankreich.

### Kreisdirektoren
1871–188200Alexander von der Goltz
1882–189100Sigismund von Kramer
1891–189700von Gagern
1897–190200Wilhelm Weinmann
1902–190600Paul Böhmer
1906–191300Rheinart
1913–191500Fleurent
1915–191800Flohr

### Kommunalverfassung
Zunächst galt auch zu deutscher Zeit das französische Gesetz vom 18. Juli 1837 über die Gemeindeverwaltung weiter. Zum 1. April 1896 wurde aber die bisherige Kommunalverfassung abgelöst und die neue Gemeindeordnung für Elsaß-Lothringen vom 6. Juni 1895 eingeführt. Sie galt für alle Gemeinden und unterschied nicht zwischen solchen mit ländlicher oder städtischer Verfassung.

### Einwohnerentwicklung
| Einwohner        | 1871   | 1890   | 1900   | 1910   |
| ---------------- | ------ | ------ | ------ | ------ |
| Kreis Saargemünd | 63.764 | 66.527 | 70.799 | 74.186 |

Gemeinden mit mehr als 2000 Einwohnern (Stand 1910):
| Gemeinde         | Einwohner |
| ---------------- | --------- |
| Bitsch           | 4290      |
| Großblittersdorf | 2434      |
| Neunkirchen      | 2033      |
| Saargemünd       | 15.384    |

### Gemeinden
Im Jahre 1910 umfasste der Kreis Saargemünd 73 Gemeinden. Am 2. September 1915 wurde der Ortsname Münzthal-Sankt Louis amtlich in Münzthal geändert.
| - Achen - Bärenthal - Bettweiler - Biningen - Bitsch - Bliesbrücken - Bliesebersingen - Bliesgersweiler - Breidenbach - Busweiler - Egelshardt - Enchenberg - Eppingen - Erchingen - Ettingen - Folpersweiler - Frauenberg - Gebenhausen - Götzenbrück | - Großblittersdorf - Großrederchingen - Grundweiler - Hambach - Hanweiler - Haspelscheid - Hottweiler - Hundlingen - Iplingen - Kalhausen - Kleinrederchingen - Lambach - Lemberg - Lengelsheim - Liederscheid - Lixingen - Lupershausen - Lutzweiler - Meisenthal | - Mombronn - Münzthal-Sankt Louis (ab 1915 Münzthal) - Mutterhausen - Neunkirchen - Neuscheuern - Nussweiler - Obergailbach - Ormersweiler - Philippsburg - Rahlingen - Remelfingen - Reyersweiler - Rimlingen - Rohrbach - Rolbingen - Roppweiler - Ruhlingen - Saareinsberg - Saareinsmingen | - Saargemünd - Schmittweiler - Schorbach - Schweyen - Settingen - Siersthal - Stürzelbronn - Sucht - Waldhausen - Walschbronn - Wiesweiler - Wittringen - Wölferdingen - Wölflingen bei Bliesbrücken - Wolmünster - Wustweiler |

## Der Landkreis Saargemünd im Zweiten Weltkrieg

### Verwaltungsgeschichte
Im Zweiten Weltkrieg stand Elsaß-Lothringen von 1940 bis 1944 unter deutscher Besatzung. Während dieser Zeit bildete das Gebiet des Arrondissements Sarreguemines den Landkreis Saargemünd. Zu seiner Verwaltung wurde ein deutscher Landkommissar in Saargemünd eingesetzt. Das Kreisgebiet wurde nicht im völkerrechtlichen Sinne annektiert, sondern war Teil des CdZ-Gebiets Lothringen, das dem Gauleiter für den Gau Saarpfalz (ab 1942 Westmark) in Saarbrücken unterstellt. Zum 1. April 1941 wurden die Kreisgrenzen geringfügig geändert. Die Gemeinden Behren bei Spichern, Buschbach (Westmark), Dieblingen, Etzlingen, Kerbach, Metzingen (Westmark), Nußweiler bei Forbach und Tentelingen wurden aus dem Landkreis Sankt Avold in den Landkreis Saargemünd eingegliedert, und die Gemeinde Nellingen (Westmark) wurde aus dem Landkreis Saargemünd in den Landkreis Salzburgen umgegliedert. Vom gleichen Zeitpunkt an wurde der Verwaltungschef wie im Deutschen Reich als Landrat bezeichnet. Während der Besatzungszeit waren folgende Landräte eingesetzt:

### Landkommissar
1940–999900Eduard Kern (kommissarisch)

### Landräte
1940–194100Eduard Kern
1942–999900Karl Hautmann
1942–999900Werner Heinze
1942–194400Schlessmann
Zwischen November und Dezember 1944 wurde das Kreisgebiet durch alliierte Streitkräfte befreit und wieder an Frankreich zurückgegeben.

### Kommunalverfassung
Ab 1. Januar 1941 galt für alle Gemeinden im Landkreis die Deutsche Gemeindeordnung vom 30. Januar 1935. Hierzu erging am 1. Februar 1941 eine Durchführungsverordnung, wonach aus mehreren Gemeinden Gemeinschaftliche Bürgermeistereien gebildet werden konnten. Am 1. April 1941 wurde die Kreisordnung für Lothringen vom 25. März 1941 eingeführt, wonach unter anderem die bisherigen Kantone aufgelöst wurden. Das Kreisgebiet war zuletzt in die Städte Bitsch, Püttlingen b. Saaralben, Saaralben, Saargemünd und 63 weitere Gemeinden gegliedert. Diese Gemeinden bildeten je nach Größe eigene Ortspolizeibezirke oder waren zu Gemeinschaftlichen Bürgermeistereien zusammengefasst.

### Eindeutschung von Ortsnamen (1940–1944)
Nach dem 2. August 1940 galten die 1918 gültigen amtlichen deutschen Ortsnamen zunächst weiter.
Am 25. Januar 1941 wurden alle Ortsnamen offiziell in einer deutschen Fassung festgelegt, die teilweise von der im Jahre 1918 abwich, z. B.:
- Baerenthal: 1918 Bärenthal, 1941 Bärental bei Bitsch
- Frauenberg: 1918 Frauenberg, 1941 Frauenberg bei Saargemünd
- Guéblange-lès-Sarralbe: 1918 Geblingen, 1941 Geblingen bei Saaralben
- Hambach: 1918 Hambach, 1941 Hambach bei Saargemünd
- Montbronn: 1918 Mombronn, 1941 Bergbrunn
- Puttelange-lès-Farschviller: 1918 Püttlingen, 1941 Püttlingen b. Saaralben:
- Siersthal: 1918 Siersthal, 1941 Sierstal
- Wiesviller: 1918 Wiesweiler, 1941 Wiesweiler (Westmark)